# Технички универзитет у Грацу
Технички универзитет у Грацу је државни универзитет у Грацу. Основао га је надвојвода Јанез 1811. године, а данас представља најстарији научно-технолошки истраживачки и образовни институт у Аустрији. Има више од 16.000 студената, с више од 1.800 дипломаца сваке године. Сарађује са Универзитетом у Грацу у настави и истраживању природних наука.

## Кампус
Универзитет има више кампуса, јер се налази на три локације у граду: два у центру Граца и једном на југоистоку града.
- Главна зграда
- Зграда нове технике
- Зграда за биометријски инжењеринг
- Зграда за хемију
- Институт за рачунарску графику и визију
- Зграда инжењерске математике/геодезије
- Студентски центар